# Колесників Михайло Михайлович
Колесників Михайло Михайлович (10 липня 1862 — ?) — полковник Дієвої Армії УНР.

## Життєпис
Закінчив військову прогімназію, Одеське піхотне юнкерське училище, служив у 15-му стрілецькому батальйоні у місті Одеса. 
Брав участь у Російсько-японській війні. З 14 лютого 1905 року — підполковник за бойові заслуги. Станом на 1 січня 1910 року — підполковник 7-го Східно-Сибірського стрілецького полку у місті Новокиївське. Згодом служив у 20-му піхотному Галицькому (у місті Житомир) та 17-му піхотному Архангелогородському (у місті Житомир) полках. У складі останнього брав участь у Першій світовій війні. З 28 січня 1915 року — полковник. У 1917 році — командир 1-го піхотного Невського полку.
З 9 листопада 1918 року — хотинський повітовий військовий начальник. У 1920 році — приділений до старшинської чоти при штабі Тилу Армії УНР. 
Подальша доля невідома.